# Rhodostrophia strigata
Rhodostrophia strigata är en fjärilsart som beskrevs av Otto Staudinger 1871. Rhodostrophia strigata ingår i släktet Rhodostrophia och familjen mätare. Inga underarter finns listade.